# Akagutj-Jauratj (Arjeplogs socken, Lappland, 734789-156966)
Akagutj-Jauratj är en sjö i Arjeplogs kommun i Lappland och ingår i Skellefteälvens huvudavrinningsområde.